# ファットバイナリ
ファットバイナリ（fat binary）とは、コンピュータソフトウェアのバイナリ形式の一種で、一つのソフトを、互換性のない複数のCPUで実行できるように各CPU用のコードを同時に格納した形式をいう。

## ファットバイナリの用途
ファットバイナリが利用されるのは次のような場合である。
- OSがベースCPUを変更した際に後方互換性を維持するため（MacintoshからPower Macintoshのケース）
  - バイナリ互換はあるが異なる最適化を持つ（PowerPC G5用の64ビットコードと32ビットコード）
- OSが複数のアーキテクチャをサポートする（NEXTSTEPのx86、SPARC、68kサポートなど）
  - ただしAppleが採用した、PowerPCアーキテクチャとx86アーキテクチャ (Intel Mac) をサポートするバイナリはUniversal Binaryと呼ばれる

このような場合、アーキテクチャを気にせずソフトを運用できるので、配布や管理面に優れる。ただし、使用されないアーキテクチャのコードを内蔵するためバイナリのサイズが大きくなる（このことがFATと呼ばれる所以である）。通常そのような領域を削除するユーティリティなどを利用する場合が多い。

## 実装例
Mac OSでは、旧来よりリソースフォークのCODEリソースに実行ファイルが収められており、Power Macではデータフォークに収めるというスタイルを採ることで実現している。一方のUniversal Binaryは、macOSにおいてリソースフォークをあまり使わない方針となったため、一ファイルに複数アーキテクチャのバイナリを収め、JavaによるプログラムでCPUを判定し、適切なバイナリを実行している。JavaプログラムはJavaバイトコードとしてコンパイルされたものが、これら複数のバイナリの先頭に配置されている。そのため実行ファイルをバイナリエディタなどで表示すると、Javaのバイトコードであることを示すマジックナンバー (0xCAFEBABE) と各アーキテクチャ用のマジックナンバーが確認できる。